# 郡山義夫
郡山 義夫（こおりやま よしお、1894年（明治27年）6月23日 - 1987年（昭和62年）3月26日）は、日本の内務・警察官僚。官選長野県知事、海軍司政長官。旧姓・山本。

## 経歴
石川県金沢市出身。山本久房の二男として生まれ、郡山富次郎の養子となる。第一高等学校を卒業。1922年、東京帝国大学法学部政治学科を卒業。同年11月、文官高等試験行政科試験に合格。内務省に入省し長野県属となる。
以後、長野県警部、同警視、佐賀県書記官・警察部長、鹿児島県書記官・警察部長、岡山県書記官・経済部長、福岡県経済部長、岐阜県総務部長、大阪府書記官・学務部長、内務書記官などを歴任。1941年6月から1943年1月まで海軍司政長官・海南島海軍特務部経済局長を務めた。
1943年1月、長野県知事に就任し、満州開拓事業を推進した。1944年8月1日、知事を依願免本官となり退官した。その後、大阪府食糧営団理事長に就任。戦後に公職追放となり、綜合警備保障顧問を務めた。